# Corliss Williamson
Corliss Mondari Williamson (Russellville, 4 de dezembro de 1973) é um ex-jogador e atual técnico norte-americano de basquete profissional que atua como assistente técnico do Minnesota Timberwolves da National Basketball Association (NBA).
Williamson era um ala-pivô dominante na Universidade do Arkansas e foi selecionado pelo Sacramento Kings como a 13º escolha geral no draft da NBA de 1995. Ele atuou em quatro times da NBA durante sua carreira de 12 anos, sendo campeão em 2004 com o Detroit Pistons.

## Carreira no ensino médio
Corliss Williamson jogou basquete na Russellville High School, onde conquistou vários prêmios. Foi nomeado o Jogador Nacional do Ano em 1992. Em último ano, Williamson teve médias de 28,0 pontos e 9,0 rebotes e levou seu time aa final do King Cotton Classic. Na final, Williamson derrotou um time liderado por Jason Kidd incluindo um bloqueio de um arremesso de Kidd no estouro do cronômetro. 
Williamson encerrou sua carreira no ensino médio com uma seleção para jogar no McDonald's All-American Game de 1992. Ele ficou em segundo lugar na pontuação para o MVP ao registrar quatorze pontos e dez rebotes.
Sua camisa 34 foi aposentada pela Russellville High e está pendurada na parede da arena da escola, junto com sua camisa do McDonald's All-American.

## Carreira universitária
Williamson jogou na Universidade do Arkansas de 1992 a 1995. Na temporada de 1992–93, Williamson levou o Arkansas a um recorde de 22–9 e uma aparição no Sweet 16 no Torneio da NCAA, perdendo para o eventual campeão nacional, o North Carolina Tar Heels. Williamson teve médias de 14,6 pontos e 5,1 rebotes e foi nomeado para a Equipe de Novatos da SEC.
Na temporada de 1993–94, Williamson foi nomeado o MVP do Torneio da NCAA enquanto liderava sua equipe a um recorde de 31–3 e seu único título sob o comando do técnico Nolan Richardson ao derrotar o Duke Blue Devils, 76–72, na final. Williamson liderou o time para a final em 1995 também, mas o Arkansas perdeu para a UCLA por 32–7.
Em três temporadas no Arkansas, Williamson foi nomeado para a Primeira-Equipe da SEC em 1993, 1994 e 1995. Ele também foi nomeado o Jogador do Ano da SEC nas temporadas de 1993-94 e 1994-95. Além do Campeonato Nacional de 1994, Williamson também levou a equipe ao título da Divisão Oeste da SEC em todas as três temporadas. Williamson terminou sua carreira no Arkansas com 1.728 pontos, o que o coloca em 8º lugar na história da universidade. Williamson foi introduzido no Arkansas Sports Hall of Fame em 2009. Sua camisa (#34) é uma das duas únicas que já foram aposentadas pela Universidade do Arkansas, junto com Sidney Moncrief (#32). Ele é considerado um dos cinco maiores jogadores da história da universidade.

## Carreira profissional

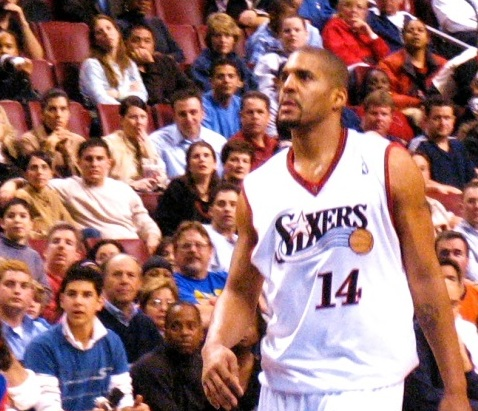
Williamson em 2005

Williamson se declarou para o draft da NBA após sua terceira temporada e foi selecionado pelo Sacramento Kings como a 13º escolha geral na primeira rodada do draft da NBA de 1995.
O melhor ano de sua carreira foi na temporada de 1997-98, quando jogou 79 jogos e teve média de 17,7 pontos para os Kings, terminando em segundo lugar, perdendo para Alan Henderson, no Prêmio de Jogador que mais Evoluiu. Depois que os Kings o trocou antes da temporada de 2000-01 para o Toronto Raptors com quem jogou 42 jogos, Williamson foi negociado para o Detroit Pistons. Na temporada de 2001-02, ele ganhou o Prêmio de Sexto Homem do Ano da NBA e, eventualmente, foi um membro do time campeão da NBA de 2003-04 dos Pistons. Embora tenha saído do banco, Williamson desempenhou um papel fundamental no ataque de Detroit. Seus treinadores frequentemente olhavam para ele quando os Pistons precisavam de uma cesta, onde seu conjunto de habilidades únicas o tornava um confronto difícil, pois ele era muito poderoso para os alas defenderem e muito rápido para os alas-pivôs. Depois de ser negociado pelos Pistons para o Philadelphia 76ers em agosto de 2004, ele foi novamente negociado de volta para os Kings em 22 de fevereiro de 2005.
Williamson tem a distinção de ser um dos poucos jogadores profissionais de basquete a ganhar títulos em três níveis diferentes: AAU, NCAA com Arkansas e NBA com Detroit.

## Carreira de treinador
Williamson anunciou sua aposentadoria em setembro de 2007 para se tornar um treinador assistente no Arkansas Baptist College. Ele trabalhou como treinador voluntário durante seus três anos no Arkansas Baptist, sucedendo Charles Ripley como treinador principal em sua temporada final na escola.
Em 12 de março de 2010, Williamson foi anunciado como o treinador principal de basquete masculino na Universidade de Central Arkansas. Prometendo jogar um estilo de jogo emocionante semelhante ao de seu antigo treinador principal Nolan Richardson, os times de Williamson melhoraram gradualmente a cada temporada, mas ainda assim nunca venceram mais da metade de seus jogos.
Em 2 de agosto de 2013, Williamson deixou o Central Arkansas para se tornar um assistente do Sacramento Kings.
Em 29 de junho de 2016, Williamson foi contratado pelo Orlando Magic como treinador assistente. O treinador principal, Frank Vogel, havia sido treinador assistente de Williamson quando ele jogou pelo Philadelphia 76ers. No entanto, depois que Vogel foi demitido em 2018, Williamson também seria demitido.
Em 27 de junho de 2018, Williamson foi contratado pelo Phoenix Suns como assistente técnico. Williamson estava conectado ao treinador principal, Igor  Kokoškov, anteriormente jogando sob seu comando quando ele era assistente técnico do Detroit Pistons durante a temporada do título de 2003-04. No entanto, quando Kokoškov foi demitido após sua única temporada como treinador principal do Suns, Williamson também seria demitido junto com o resto da equipe técnica do time naquela temporada.
Em 30 de junho de 2023, Williamson foi contratado pelo Minnesota Timberwolves como assistente técnico.

## Estatísticas da carreira

### NBA

#### Temporada regular
| Ano      | Equipe       | PJ  | PT  | MPJ  | AP   | 3P    | LL   | RT  | AS  | BR  | TO | PPJ  |
| -------- | ------------ | --- | --- | ---- | ---- | ----- | ---- | --- | --- | --- | -- | ---- |
| 1995–96  | Sacramento   | 53  | 3   | 11.5 | .466 | .000  | .560 | 2.2 | .4  | .2  | .2 | 5.6  |
| 1996–97  | Sacramento   | 79  | 31  | 25.1 | .498 | .000  | .560 | 4.1 | 1.6 | .8  | .6 | 11.6 |
| 1997–98  | Sacramento   | 79  | 75  | 35.7 | .495 | .000  | .630 | 5.6 | 2.9 | 1.0 | .6 | 17.7 |
| 1998–99  | Sacramento   | 50* | 50* | 27.5 | .485 | .200  | .638 | 4.1 | 1.3 | .6  | .2 | 13.2 |
| 1999–00  | Sacramento   | 76  | 76  | 22.5 | .500 | –     | .769 | 3.8 | 1.1 | .5  | .3 | 10.3 |
| 2000–01  | Toronto      | 42  | 31  | 21.2 | .471 | .000  | .646 | 3.6 | .8  | .4  | .3 | 9.3  |
| 2000–01  | Detroit      | 27  | 9   | 29.5 | .534 | –     | .626 | 6.2 | 1.0 | 1.3 | .3 | 15.2 |
| 2001–02  | Detroit      | 78  | 7   | 21.9 | .510 | .200  | .805 | 4.1 | 1.2 | .6  | .3 | 13.6 |
| 2002–03  | Detroit      | 82  | 1   | 25.1 | .453 | .182  | .790 | 4.4 | 1.3 | .5  | .3 | 12.0 |
| 2003–04† | Detroit      | 79  | 0   | 19.9 | .505 | –     | .731 | 3.2 | .7  | .4  | .3 | 9.5  |
| 2004–05  | Philadelphia | 48  | 5   | 22.0 | .465 | .000  | .788 | 3.7 | .9  | .5  | .3 | 10.8 |
| 2004–05  | Sacramento   | 24  | 4   | 19.6 | .473 | –     | .823 | 3.4 | 1.5 | .5  | .1 | 9.3  |
| 2005–06  | Sacramento   | 37  | 0   | 9.8  | .417 | 1.000 | .776 | 1.8 | .4  | .2  | .1 | 3.4  |
| 2006–07  | Sacramento   | 68  | 1   | 19.7 | .510 | .000  | .715 | 3.3 | .6  | .4  | .2 | 9.1  |
| Carreira | Carreira     | 822 | 293 | 22.2 | .484 | .158  | .704 | 3.8 | 1.1 | .5  | .2 | 10.7 |

#### Playoffs
| Ano      | Equipe     | PJ | PT | MPJ  | AP   | 3P   | LL    | RT  | AS  | BR | TO | PPJ  |
| -------- | ---------- | -- | -- | ---- | ---- | ---- | ----- | --- | --- | -- | -- | ---- |
| 1996     | Sacramento | 1  | 0  | 2.0  | .000 | –    | 1.000 | .0  | .0  | .0 | .0 | 1.0  |
| 1999     | Sacramento | 5  | 5  | 26.0 | .575 | –    | .700  | 3.2 | 1.2 | .4 | .2 | 10.6 |
| 2000     | Sacramento | 5  | 5  | 17.4 | .688 | –    | .917  | 3.0 | .2  | .2 | .0 | 6.6  |
| 2002     | Detroit    | 10 | 0  | 27.0 | .464 | .000 | .763  | 5.3 | 1.0 | .9 | .2 | 13.3 |
| 2003     | Detroit    | 15 | 0  | 15.5 | .411 | –    | .741  | 2.2 | 1.0 | .3 | .2 | 7.8  |
| 2004†    | Detroit    | 22 | 0  | 14.9 | .364 | .000 | .809  | 2.2 | .7  | .3 | .1 | 5.7  |
| 2005     | Sacramento | 5  | 0  | 8.0  | .375 | .000 | .778  | 1.2 | .6  | .2 | .4 | 5.2  |
| 2006     | Sacramento | 3  | 0  | 3.8  | .400 | –    | 1.000 | .3  | .0  | .0 | .0 | 2.3  |
| Carreira | Carreira   | 66 | 10 | 14.3 | .409 | .000 | .838  | 2.1 | .5  | .2 | .1 | 6.5  |

### Universidade
| Ano      | Equipe   | PJ | PT | MPJ  | AP   | 3P   | LL   | RT  | AS  | BR  | TO  | PPJ  |
| -------- | -------- | -- | -- | ---- | ---- | ---- | ---- | --- | --- | --- | --- | ---- |
| 1992-93  | Arkansas | 18 | 7  | 25.2 | .574 | –    | .622 | 5.1 | 1.7 | 0.4 | 1.2 | 14.6 |
| 1993-94  | Arkansas | 34 | 34 | 29.1 | .626 | –    | .700 | 7.7 | 2.2 | 1.1 | 1.1 | 20.4 |
| 1994-95  | Arkansas | 39 | 39 | 31.0 | .550 | .167 | .668 | 7.5 | 2.3 | 1.7 | 0.8 | 19.7 |
| Carreira | Carreira | 91 | 80 | 28.4 | .583 | .167 | .663 | 6.7 | 2.0 | 1.0 | 1.0 | 18.2 |